# Cheilanthes yunnanensis
Cheilanthes yunnanensis là một loài dương xỉ trong họ Pteridaceae. Loài này được Brause mô tả khoa học đầu tiên năm 1914.
Danh pháp khoa học của loài này chưa được làm sáng tỏ. 